# Spoorlijn Luxemburg - Troisvierges
De Spoorlijn Luxemburg - Troisvierges, ook wel Luxemburgse noordroute is een spoorlijn in Luxemburg tussen de stad Luxemburg, het noorden van het land en het Belgische Gouvy. De lijn is 76,8 km lang en heeft als nummer CFL Lijn 1.
De spoorlijn is onderdeel van de internationale verbinding Luik - Luxemburg en behelst het goederenvervoer en personenvervoer van de NMBS en de CFL. Beide bedrijven voeren het gezamenlijke beheer over de grensoverschrijdende intercity IC 33.

## Geschiedenis
Op 20 februari 1867 werd het eerste deel tussen Trois-Ponts en de Luxemburgse grens opengesteld, als deel van de internationale verbinding Luxemburg - Spa. De verbinding Luik - Trois-Ponts via Rivage kwam tot stand op 1 juli 1890.

## Treindiensten
De CFL verzorgt het personenvervoer met RE en RB treinen. De NMBS verzorgt het personenvervoer met IC- en Piekuurtreinen.
| Serie         | Treinsoort             | Route                                       | Bijzonderheden                                        |
| ------------- | ---------------------- | ------------------------------------------- | ----------------------------------------------------- |
| IC 33         | Intercity (NMBS / CFL) | Liers – Luik-Guillemins – Gouvy – Luxemburg | Rijdt in het weekend 1×/2u. tussen Liers - Luxemburg. |
| RE 7600P 7605 | Regional-Express (CFL) | Gouvy – Luxemburg                           | Rijdt alleen op werkdagen.                            |
| RE 8600P 8640 | Regional-Express (CFL) | Luxemburg – Gouvy                           | Rijdt alleen op werkdagen.                            |

## Aansluitingen
In de volgende plaatsen is of was er een aansluiting op de volgende spoorlijnen:
Luxemburg
CFL 3, spoorlijn tussen Luxemburg en Wasserbillig
CFL 4, spoorlijn tussen Luxemburg en Oetrange
CFL 5, spoorlijn tussen Luxemburg en Kleinbettingen
CFL 6, spoorlijn tussen Luxemburg en Bettembourg
CFL 7, spoorlijn tussen Luxemburg en Pétange
Schieren
CFL 2b, spoorlijn tussen Pétange en Ettelbruck
Ettelbruck
CFL 1a, spoorlijn tussen Ettelbruck en Grevenmacher
CFL 2b, spoorlijn tussen Pétange en Ettelbruck
Kautenbach
CFL 1b, spoorlijn tussen Kautenbach en Schimpach-Wampach
Troisvierges
Spoorlijn 47 tussen Sankt-Vith en Troisvierges
Troisvierges  grens
Spoorlijn 42 tussen Rivage en Troisvierges

## Elektrificatie
Onder druk van de Luxemburgse spoorwegmaatschappij CFL en met geld van het Groothertogdom Luxemburg en van Europa, werd de lijn begin jaren 90 gemoderniseerd. Dit omvatte de elektrificatie van de gehele lijn onder 25 kV hoogspanning, het wegwerken van gelijkvloerse kruisingen en de vernieuwing van de signalering. Op 22 december 1993 werd de spoorlijn vanuit Luxemburg tot Gouvy geëlektrificeerd onder 25 kV. Op 26 september 1999 werd de elektrificatie uitgebreid tot Trois-Ponts en op 28 mei 2000 was de hele lijn onder (hoog)spanning gebracht. In Martinrive is een spanningsluis tussen 3 kV en 25 kV.
CFL Lijn 1:
Luxemburg · Pfaffenthal-Kirchberg · Dommeldange · Walferdange · Heisdorf · Lorentzweiler · Lintgen · Mersch · Cruchten · Colmar-Berg · Schieren · Ettelbruck · Michelau · Goebelsmühle · Kautenbach · Wilwerwiltz · Drauffelt · Clervaux · Maulusmühle · Troisvierges · Bellain

CFL Lijn 1a: Ettelbruck · Diekirch

CFL Lijn 1b: Kautenbach · Merkholtz · Paradiso · Wiltz · Winseler · Schleif · Schimpach-Wampach
Zie ook: CFL Lijn 2 · CFL Lijn 3 · CFL Lijn 4 · CFL Lijn 5 · CFL Lijn 6 · CFL Lijn 6a · CFL Lijn 6b · CFL Lijn 6c · CFL Lijn 7